# Olympische Winterspiele 1984/Teilnehmer (Finnland)
| Gelbes Symbol für Goldmedaillen mit stilisierten Olympischen Ringen | Graues Symbol für Silbermedaillen mit stilisierten Olympischen Ringen | Braundes Symbol für Bronzemedaillen mit stilisierten Olympischen Ringen |
| ------------------------------------------------------------------- | --------------------------------------------------------------------- | ----------------------------------------------------------------------- |
| 4                                                                   | 3                                                                     | 6                                                                       |

Finnland nahm an den Olympischen Winterspielen 1984 im jugoslawischen Sarajevo mit einer Delegation von 45 Athleten, 40 Männer und 5 Frauen, teil.
Seit 1924 war es die vierzehnte Teilnahme Finnlands bei Olympischen Winterspielen.

## Flaggenträger
Der Eishockeyspieler Jorma Valtonen trug die Flagge Finnlands während der Eröffnungsfeier im Stadion Asim Ferhatović Hase.

## Medaillen
Mit vier gewonnenen Gold-, drei Silber- und sechs Bronzemedaillen belegte das finnische Team Platz 4 im Medaillenspiegel.

### Gold
- Ski Nordisch, Frauen, Langlauf
  - Marja-Liisa Hämäläinen: 5 km, 10 km und 20 km
- Ski Nordisch, Skispringen
  - Matti Nykänen: Männer, Großschanze

### Silber
- Ski Nordisch, Langlauf
  - Aki Karvonen: Männer, 15 km
- Ski Nordisch, Nordische Kombination
  - Jouko Karjalainen: Männer, Einzel, Normalschanze
- Ski Nordisch, Skispringen
  - Matti Nykänen: Männer, Normalschanze

### Bronze
- Ski Nordisch, Langlauf
  - Harri Kirvesniemi: Männer, 15 km
  - Aki Karvonen: Männer, 50 km
  - Eija Hyytiäinen, Marja-Liisa Kirvesniemi, Marjo Matikainen und Pirkko Määttä: Frauen, 4 × 5-km-Staffel
  - Juha Mieto, Aki Karvonen, Harri Kirvesniemi und Juha Mieto: Männer, 4 × 10-km-Staffel
- Ski Nordisch, Nordische Kombination
  - Jukka Ylipulli: Männer, Einzel, Normalschanze
- Ski Nordisch, Skispringen
  - Jari Puikkonen: Männer, Normalschanze

## Teilnehmer nach Sportarten

### Biathlon
Männer
- Arto Jääskeläinen
20 km: 16. Platz
4 × 7,5 km: 7. Platz
- Toivo Mäkikyrö
10 km: 12. Platz
4 × 7,5 km: 7. Platz
- Tapio Piipponen
10 km: 15. Platz
20 km: 12. Platz
4 × 7,5 km: 7. Platz
- Risto Punkka
10 km: 34. Platz
- Keijo Tiitola
20 km: 18. Platz
4 × 7,5 km: 7. Platz

### Eishockey
Männer 4. Platz
| - Raimo Helminen - Risto Jalo - Arto Javanainen - Timo Jutila - Erkki Laine - Markus Lehto - Petteri Lehto - Pertti Lehtonen - Anssi Melametsä - Jarmo Mäkitalo | - Hannu Oksanen - Arto Ruotanen - Simo Saarinen - Arto Sirviö - Ville Sirén - Petri Skriko - Raimo Summanen - Kari Takko - Harri Tuohimaa - Jorma Valtonen |

### Eisschnelllauf
Männer
- Pertti Niittylä
1500 m: 9. Platz
5000 m: 6. Platz
10.000 m: 18. Platz
- Urpo Pikkupeura
500 m: 27. Platz
1000 m: 23. Platz
- Jouko Vesterlund
500 m: 17. Platz
1000 m: 12. Platz

### Ski Nordisch

#### Langlauf
Frauen
- Eija Hyytiäinen
5 km: 19. Platz
10 km: 25. Platz
20 km: 17. Platz
4 × 5 km:
- Marja-Liisa Kirvesniemi-Hämäläinen
5 km: 
10 km: 
20 km: 
4 × 5 km:
- Erja Kuivalainen
10 km: 37. Platz
20 km: 29. Platz
- Marjo Matikainen
5 km: 22. Platz
4 × 5 km:
- Pirkko Määttä
5 km: 10. Platz
10 km: 19. Platz
20 km: 9. Platz
4 × 5 km:

Männer
- Kari Härkönen
15 km: 13. Platz
- Aki Karvonen
15 km: 
30 km: 5. Platz
50 km: 
4 × 10 km:
- Harri Kirvesniemi
15 km: 
30 km: 7. Platz
50 km: 4. Platz
4 × 10 km:
- Juha Mieto
15 km: 4. Platz
30 km: 8. Platz
50 km: 10. Platz
4 × 10 km:
- Kari Ristanen
30 km: 17. Platz
50 km: 15. Platz
4 × 10 km:

#### Skispringen
- Pentti Kokkonen
Normalschanze: 12. Platz
Großschanze: 14. Platz
- Matti Nykänen
Normalschanze: 
Großschanze:
- Jari Puikkonen
Normalschanze: 
Großschanze: 5. Platz
- Markku Pusenius
Normalschanze: 20. Platz
Großschanze: 16. Platz

#### Nordische Kombination
- Jouko Karjalainen
Einzel (Normalschanze/15 km):
- Rauno Miettinen
Einzel (Normalschanze/15 km): 4. Platz
- Jukka Ylipulli
Einzel (Normalschanze/15 km):